# Station Pancerz-Buraków
Station Pancerz-Buraków is een spoorwegstation in de Poolse plaats Łomianki.